# Джордж Карлин
Джордж Денис Патрик Карлин (на английски: George Denis Patrick Carlin) (12 май, 1937 – 22 юни, 2008 г.) е американски комик, актьор и писател от ирландски произход, носител на награда Грами. Карлин е известен с политическия и черния си хумор, както и с точните си наблюдения върху езика, психологията и религията, като не се страхува да засяга много теми табу. Комедийният му номер „Седем мръсни думи“ е част от съдебния процес „F.C.C. v. Pacifica Foundation“ на американския върховен съд. Решенията на съда потвърждават правото на правителството да цензурира представленията на Карлин излъчвани по радиото.
Представленията му са обикновено моноспектакли (stand-up show) и са насочени основно към недостатъците на модерна Америка. Често разглежда съвременните политически проблеми на САЩ и осмива крайностите в американската култура. Много хора го смятат за наследник на късния Лени Брус. Карлин е определен от Comedy Central за втория най-велик stand-up комик на всички времена – след Ричард Прайър и преди Лени Брус. Той е чест изпълнител и гост на The Tonight Show по времето, когато е водещ Джони Карсън. Карлин е първият, който води предаването Saturday Night Live.

## Биография
Карлин е роден в Ню Йорк, син на Мари – секретарка, и Патрик Карлин – рекламен мениджър за Ню Йорк Сън. Той е от ирландски произход и е отгледан в римо-католическата вяра.
Израства на улица West 121st в квартала на Манхатън „Морнингсайд Хайтс“, за който по-късно казва в едно от шоутата си, че той и приятелите му наричали „Белият Харлем“, тъй като звучало много по-страшно. Отгледан е от майка си, която напуснала баща му, когато Джордж бил на две години. На 17 и половина години напуска училището и се записва в армията като техник на радар. Изпратен в базата Barksdale AFB, град Босиер, Луизиана.
В армията започва да работи като DJ към местната радиостанция KJOE, разположена в близкото градче Shreveport. Карлин не завършва срока на служба и е уволнен на 29 юли 1957 г. През 1959 г. Карлин и Джак Бърнс започват да работят заедно за радиостанция KXOL във форт Уърт, Тексас. След успешните представления там Бърнс и Карлин през февруари 1960 г. заминават за Калифорния и две години работят заедно преди да започнат отделни кариери.
През 60-те години започва да се появява в телевизионни забавни програми. През 1961 се жени и през 1963 се ражда дъщеря му Кели. Става все по-популярен като комик, особено с честата си поява в популярното The Tonight Show по NBC. Става скандално известен с шоуто си „Седем думи, които не се казват по телевизията“ и през 1978 г. се стига дори до съдебно дело срещу радиостанция, която е излъчила варианта му за радиото „Мръсни думи“. По този повод през 2003 г. в Сената е предложен проектозакон за забрана на употребата в радиоизлъчването на седемте „мръсни думи“, включително съставни от тях и граматически форми от тях. В друг случай Карлин е арестуван в Милуоки, Уисконсин по обвинение в употреба на нецензурни изрази.
През 70-те години започва да прави комедийни моноспектакли по поръчка на НВО, а през 90-те работи за Фокс Нетуърк със ситкома Шоуто на Джордж Карлин. Участва и в редица филми за големия екран и пише няколко книги. През 1997 г. жена му умира от рак.
С първата награда Грами е удостоен през 1994 г. в категорията „Най-добър комедиен албум“, а след това я получава отново през 2000 и 2001 г. През 2001 г. на 15-те Годишни награди за американска комедия е удостоен с награда за цялостно творчество, а през 2004 г. е посочен като номер 2 в класацията за всички времена на Comedy Central на стоте комици, представящи моноспектакли на живо (след Ричард Прайър).
Джордж Карлин умира в 1755 часа (PDT) на 22 юни 2008 г. в болница Сейнт Джон, Санта Моника, Калифорния, на 71 години.

## Избрана филмография
- Happily N'Ever After (2006) - гласът на Рик
- Cars (2006) - гласът на Филмор – минибус Фолксваген
- The Aristocrats (2005)
- Tarzan 2 (2005) - гласът на Зугор
- Момиче от Джърси (2004) - Барт Тринке
- Страшен филм 3 (2003) - Архитект
- Jay and Silent Bob Strike Back (2001)
- Догма (1999) - кардинал Игнатий Глик
- The Prince of Tides (1991)
- Bill & Ted's Bogus Journey (1991)
- Bill & Ted's Excellent Adventure (1989)
- Outrageous Fortune (1987)
- Americathon 1998 (1979)
- Автомивка (1976)
- With Six You Get Eggroll (1968)

## Home Box Office (НВО) моноспектакли
- It's Bad for Ya (2008)
- Life is Worth Losing (2005)  Архив на оригинала от 2006-01-15 в Wayback Machine.
- Complaints and Grievances (2001)
- You Are All Diseased (1999)
- Back In Town (1996)
- 40 Years of Comedy (1996)
- Jammin' In New York (1992)
- Doin' It Again (1990)
- What Am I Doing In New Jersey? (1988)
- Playin' With Your Head (1986)
- Carlin On Campus (1984)
- Carlin at Carnegie Hall (1982)
- George Carlin: Again! (1978)
- George Carlin at USC (1977)

## Книги
- Кога Исус ще донесе свинските пържоли (2006)
- Напалм и хек (2005) ISBN 954-328-046-0
- Капки ум (2005) ISBN 954-328-048-7
- Sometimes a little brain damage can help (1984) ISBN 0-89471-271-3